# Késhalfélék
A késhalfélék (Notopteridae) a csontos halak (Osteichthyes) főosztályának a sugarasúszójú halak (Actinopterygii) osztályába  és a csontosnyelvűhal-alakúak (Osteoglossiformes) rendjébe tartozó család.
4 nem és 8 faj tartozik a családba.

## Rendszerezés
A rendbe az alábbi nemek és fajok tartoznak.
- Chitala (Fowler, 1934) – 6 faj

- Notopterus (Lacepède, 1800) – 1 faj
  - Notopterus notopterus

- Papyrocranus (Greenwood, 1963) – 2 faj
  -  Papyrocranus afer
  - Papyrocranus congoensis

- Xenomystus (Günther, 1868) – 1 faj 
  - Xenomystus nigri